# 第四届中国国际进口博览会
第四届中国国际进口博览会（英語：The 4th China International Import Expo），又称2021年中国国际进口博览会，是于2021年11月，由中华人民共和国商务部和上海市人民政府主办的大型博览会。也是自2018年首届中国国际进口博览会后第四次举办的国际进口博览会，主办地点位于中国上海市国家会展中心，举办时间为11月5日至11月10日。

## 筹备
2020年9月28日，中国国际进口博览会官方网站开始接受第四届进博会企业商业展参展报名。
2021年1月21日，第四届中国国际进口博览会在德国海外商会举办首个网上推介会。
2021年7月26日，进博会召开发布会，会上说，第四届进博会签约展览面积已达36万平方米的预期目标，签约参展的世界500强和行业龙头企业数量超过第三届，回头率超80%，有30多家为首次参展。截至当日，已有50多个国家确认参加国家展。
2021年10月20日，4700多名参加第四届中国国际进口博览会的志愿者通过线上线下结合方式宣誓上岗。11月1日起，中国铁路上海局集团开行上海虹桥站至国家会展中心（上海）的进博直通车，为前往国家会展中心（上海）的旅客服务，运营车辆由2020年的6辆增加至9辆。

### 安保及防疫工作
2021年10月20日，为继续应对2019冠状病毒病疫情防控，上海发布《第四届中国国际进口博览会新冠肺炎疫情防控工作总体方案》。根据方案，上海将强化进口冷链食品检疫，所有入境参展参会人员原则上做好为期21天健康管理（14天集中隔离+7天社区健康监测）和相应核酸检测后方能参展参会。展会期间，上海对所有宾馆内的人员加强日常健康监测，实施每日发热人员“零报告”制度。专用宾馆工作人员非必要不离沪，在接待任务启动前，开展为期14天的自我健康监测，完成2019冠状病毒病疫苗全程接种，加强核酸检测频次；执行接待任务期间实施闭环管理。所有外地来沪参展参会人员需提供抵沪前48小时内核酸检测阴性证明；所有参展参会人员每次入馆时需提供入馆前48小时内有效的核酸检测阴性证明；参加开幕式的所有人员则须提供活动前24小时内核酸检测阴性证明。原则上展馆内瞬时人流不超过场馆有效使用面积最大承载量的50%。严格实施展区内环境清洁消毒和监测检测，加强展区内餐饮防控管理。展区内不零售进口冷冻生鲜食品，不提供未经“熟制加工”的冷冻生鲜食品用于试吃。另外，进博会的展品尤其是进口冷链食品实行“口岸入境检验检疫、分批进入总仓、集中消毒和核酸检测、统一运输”的入馆步骤。上海已指定37个核酸检测点，从11月1日起至11月10日对持有效进博会证件人员提供24小时检测服务，此外34家定点医院提供发热门诊服务。而对于过去21天有中高风险地区（或有本土病例报告）所在地级市旅居史的人员则不能使用证件通行入馆。
另外，上海市人民政府于10月20日发布通告，10月25日至11月12日禁止在上海市域除经批准可用于特定用途外的民用无人机等“低慢小”航空器飞行、施放，而苏州市也于10月20日发布通告，11月2日至11月11日禁止在苏州市域除经批准可用于特定用途外的民用无人机等“低慢小”航空器飞行、施放。
10月25日，上海市公安局决定于11月1日至11月10日期间，对上海市部分道路和区域，以及入沪高速公路省界道口实施交通管制。

## 开幕
2021年11月4日晚，第四届中国国际进口博览会开幕式在上海举行，开幕式由国务院副總理胡春華主持，國家副主席王岐山出席开幕式，106國和國際組織的133名部級以上嘉賓線上出席，包括阿根廷总统费尔南德斯、哈萨克斯坦总统托卡耶夫、赞比亚总统希奇莱马、意大利总理德拉吉、泰国总理巴育、斐济代总理塞鲁伊拉图、世界贸易组织总干事伊维拉、联合国贸易和发展会议秘书长格林斯潘。多國駐華使節、國際組織駐華代表現場出席。中共中央总书记、中华人民共和国主席习近平通过视频发表题为《让开放的春风温暖世界》的主旨演讲。习近平在演讲中表示，中國已全面履行入世承諾，「激活了世界經濟的一池春水」；形容這20年是中國主動擔責、造福世界的20年。習近平又提出四個「堅定不移」，包括維護真正的多邊主義、同世界共享市場機遇、推動高水平開放、維護世界共同利益。他指出，中國將維護全球產業鏈、供應鏈穩定；更加注重擴大進口，促進貿易平衡發展；增設進口貿易促進創新示範區，優化跨境電商零售進口商品清單。習又表示，中國將進一步縮減外資准入負面清單，有序擴大電訊、醫療等服務業領域開放。中國將擴大《鼓勵外商投資產業目錄》，引導更多外資投向先進製造業、服務業、高新技術、節能環保等領域，投向中西部和東北地區。中國將深度參與綠色低碳、數字經濟等國際合作，積極推進加入《全面與進步跨太平洋伙伴關係協定》、《數字經濟伙伴關係協定》；中国将积极参与国际组织机制合作，推动加强贸易和投资、数字经济、绿色低碳等领域议题探讨，支持疫苗等关键医疗物资在全球范围内公平分配和贸易畅通，推动高质量共建“一带一路”。中国将积极参与应对气候变化、维护全球粮食安全和能源安全，在南南合作框架内继续向其他发展中国家提供更多援助。

## 会期活动

### 展览
第四届中国国际进口博览会依旧分为国家展和企业商业展，其中企业商业展规划面积36.6万平方米，共设六大展区，来自127个国家和地区的近3000家参展商参展，共设食品及农产品、汽车、技术装备、消费品、医疗器械及医药保健、服务贸易六大展区。专区方面，第四届进博会共设13个专区。与上一届设置的“节能环保”、“智慧出行”、“体育用品及赛事”、“公共卫生防疫”专区相比，本届优化并增设了包括“集成电路”、“创新孵化”、“数字工业”、“能源低碳及环保技术”、“公共卫生防疫”、“康复养老”、“生物医药”、“智慧出行”、“农产品”、“乳制品”、“美妆及日化用品”、“绿色智能家电家居”、“体育用品及赛事”等13个专区，同时还首次设立文物艺术品专区，共有来自英国、西班牙等11个国家和地区的20家境外机构参展，佳士得、苏富比、富艺斯等拍卖行也悉数参加。
第四届进博会国家展共有58个国家和3个国际组织参加，其中有15个国家首次在国家展亮相，更有5个国家是首次参与进博会。此届进博会还首次举办线上国家展，已有49个国家、国际组织建立线上展馆，进博会吉祥物“进宝”也作为讲解员，为线上国家展参观者做讲解。

### 论坛与配套活动
第四届进博会期间共举办100余场配套现场活动，其中包括共设12场分论坛和1场报告发布暨国际研讨会的第四届虹桥国际经济论坛，期间同时举办“中国加入世贸组织二十周年：互利共赢 共创未来”高层论坛。

## 成果
11月5日，云嘟（上海）科技有限公司与参展商行云物流商贸（香港）有限公司签署7亿美元采购意向订单，成为第四届进博会上海交易团首份订单。
11月10日，中国国际进口博览局副局长孙成海介绍，受疫情等因素影响，第四届进博会按一年计意向成交金额707.2亿美元，比上届略降2.6%。

## 评论
- 针对习近平发表主旨演讲，日本经济新闻网站报道对演讲提及中国“积极推进加入《全面与进步跨太平洋伙伴关系协定》”的内容予以关注。报道称，中国将以积极开放态度参与数字经济、贸易和环境、产业补贴、国有企业等议题谈判，维护多边贸易体制国际规则制定的主渠道地位，维护全球产业链、供应链稳定；日本广播协会报道说，中国重申了积极推进加入CPTPP的决心，为此中国将深度参与绿色低碳、数字经济等国际合作[26]。
- 塔斯社评论称，进博会仍将成为中国政府为扩大开放、加强国际经济合作以及在后疫情时期维护自由贸易而打造的最重要的全球“高速公路”，其成功举办将展示中国继续推动世界经济可持续发展、实现包容普惠的全球化、构建后疫情时代新发展格局的坚定决心[14]。
- 新加坡《联合早报》网站评论称，作为疫后为数不多的大型国际展会，进博会被新加坡企业视为排除万难也要参展的不可或缺的重要活动；而庞大的中国市场不光为小众产品提供了增长空间，也是新产品试水的良田。意大利《日报》网站评论称，作为世界上第一个专注于进口的国家级展会，中国国际进口博览会展示了中国经济持续的全球化推进[27]。